# Loxocarya
Loxocarya  es un género con cinco especies de plantas herbáceas perteneciente a la familia Restionaceae. Es originario del sudoeste de  Australia.

## Especies deLoxocarya
- Loxocarya albipes Pate & Meney, Telopea 6: 660 (1996).
- Loxocarya cinerea R.Br., Prodr. Fl. Nov. Holl.: 249 (1810).
- Loxocarya gigas B.G.Briggs & L.A.S.Johnson, Telopea 9: 249 (2001).
- Loxocarya magna Meney & K.W.Dixon, Telopea 6: 662 (1996).
- Loxocarya striata (F.Muell.) B.G.Briggs & L.A.S.Johnson, Telopea 8: 29 (1998).